# Laki
Laki je sopka v oblasti jižního Islandu, která dala jméno 25 kilometrů dlouhé řadě sopek Lakagígar, jež způsobily jednu z největších sopečných katastrof ve zdokumentované historii lidstva. K ničivé erupci došlo roku 1783, kdy sopka byla aktivní po osm měsíců, během kterých se uvolnilo až 15 km3 lávy a 400 až 500 miliónů tun sopečných plynů (jiný zdroj uvádí, že do atmosféry bylo uvolněno 90 až 270 megatun aerosolu kyseliny sírové). Následně došlo k masivnímu úhynu zvířat a úmrtí přibližně pětiny obyvatel tehdejší populace Islandu. Velká část severní polokoule zažila během následujících několika let znatelné ochlazení, což vedlo k neúrodě a propuknutí hladomoru nejen na Islandu, ale také ve velké části Evropy, a dokonce i v Egyptě. Geologové považují erupci z roku 1783 za nejbližší známý ekvivalent výlevných bazaltů, které se odehrávaly v lidské historii.
Vrchol sopky dosahuje výšky 828 metrů nad mořem a nachází se jihozápadně od ledovce Vatnajökull. Hřebenově protáhlý vrchol (jihozápad - severovýchod) sopky Laki je podélně rozdělen trhlinou, na dvojici téměř stejně vysokých hřebenů. Během vzniku trhliny nedošlo k výraznějšímu poškození tělesa sopky, menší krátery vznikly na jeho stranách. V současnosti je oblast Lakagígar porostlá silnou vrstvou mechů a spadá do národního parku Skaftafell. Laki je přístupná asfaltovanou silnicí 206 a následně neudržovanou silnicí 45 automobilem s náhonem 4 × 4 po silnici odbočující z hlavní okružní silnice okolo Islandu poblíž Hunkubakki. Během cesty je nutné přejet skrz několik řek. V létě je možné oblast navštívit i autobusem, který vyjíždí denně.

## Erupce v roce 934

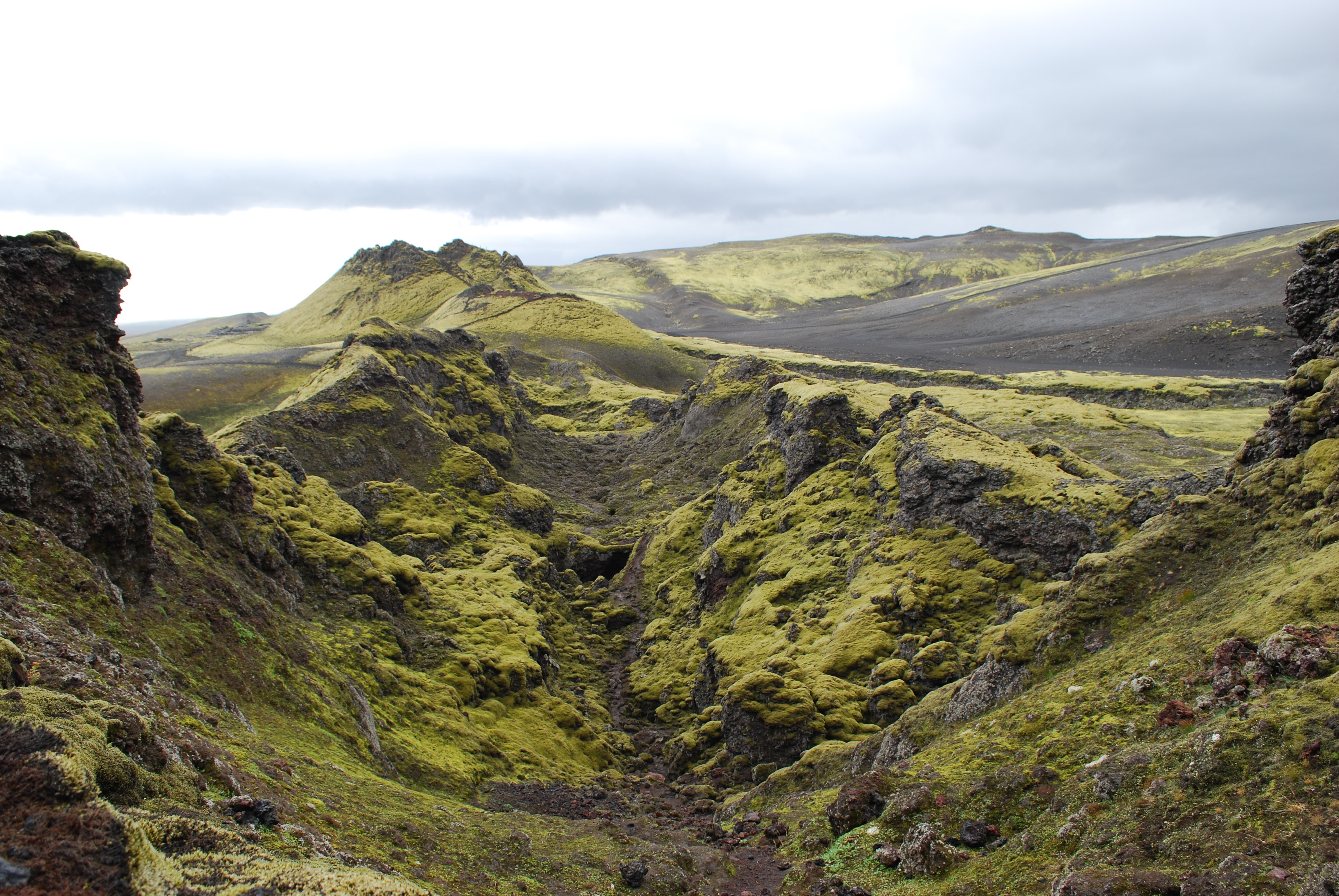
Pohled do středu praskliny, ze které unikalo magma

Záznamy napovídají, že mezi lety 934 až 940 došlo v oblasti Laki k erupci sopky Eldgjá, která se nachází ve stejné oblasti jako Laki. Tehdejší prasklina se táhla do vzdálenosti 75 km a láva se zde dostávala na povrch na několika místech. Došlo k pokrytí oblasti o velikosti 781 km², celkem se na povrch dostalo okolo 19,5 km³ lávy.

## Erupce v roce 1783
Začátek sopečné erupce nepřišel bez varování. Na jaře 1783 se nad částí jižního Islandu rozprostřel oblak namodralého kouře, jehož zdroj nebyl odhalen. Začátkem května posádka dánské plachetnice plavící se okolo jižního pobřeží Islandu tvrdila, že spatřila v horách několik ohnivých sloupů stoupajících k nebi. O několik týdnů později se nečekaně rozvodnila řeka Skaftá protékající v blízkosti vesnice Kirkjubæjarklaustur. Špinavá a nepříjemně zapáchající voda zaplavila pastviny lemující břehy.
Již několik dní před samotnou erupcí postihla oblast série zemětřesení, která napovídala, že se magmatický krb pod povrchem plní magmatem. Dne 8. června 1783 došlo k otevření trhliny freatickou erupcí, vystupující žhavé magma se dostalo do kontaktu s vodou, čímž došlo k nárůstu tlaku a řadě silných hlasitých explozí. Ty utvořily až 130 kráterů, ze kterých začalo unikat bazaltické magma. Otevřelo se postupně deset menších paralelních trhlin, jež měly délku 2 až 5 km, čímž vznikla v podstatě jednotlivá sopečná erupce dlouhá přes 25 km. Dnes se odhaduje, že došlo k deseti různým sopečným erupcím, každá nová erupce se více posunula směrem na sever. Během několika dní došlo ke změně typu erupce, exploze začaly postupně ustávat a sopka se dostala přes Strombolský typ erupce až po výlevný havajský styl, kdy láva bez explozí vytékala ve velkém množství a velkou rychlostí na povrch. Dle indexu sopečné aktivity dosáhla tehdejší erupce šestého stupně, ale současně během erupce došlo k extrémnímu uvolnění sopečných plynů, převážně v podobě sloučenin síry, které zapříčinily jednu z největších klimatických událostí minulého tisíciletí. Odhaduje se, že během několika prvních týdnů erupce bylo denně do atmosféry uvolňováno okolo 1,7 megatuny oxidu siřičitého (SO2) .

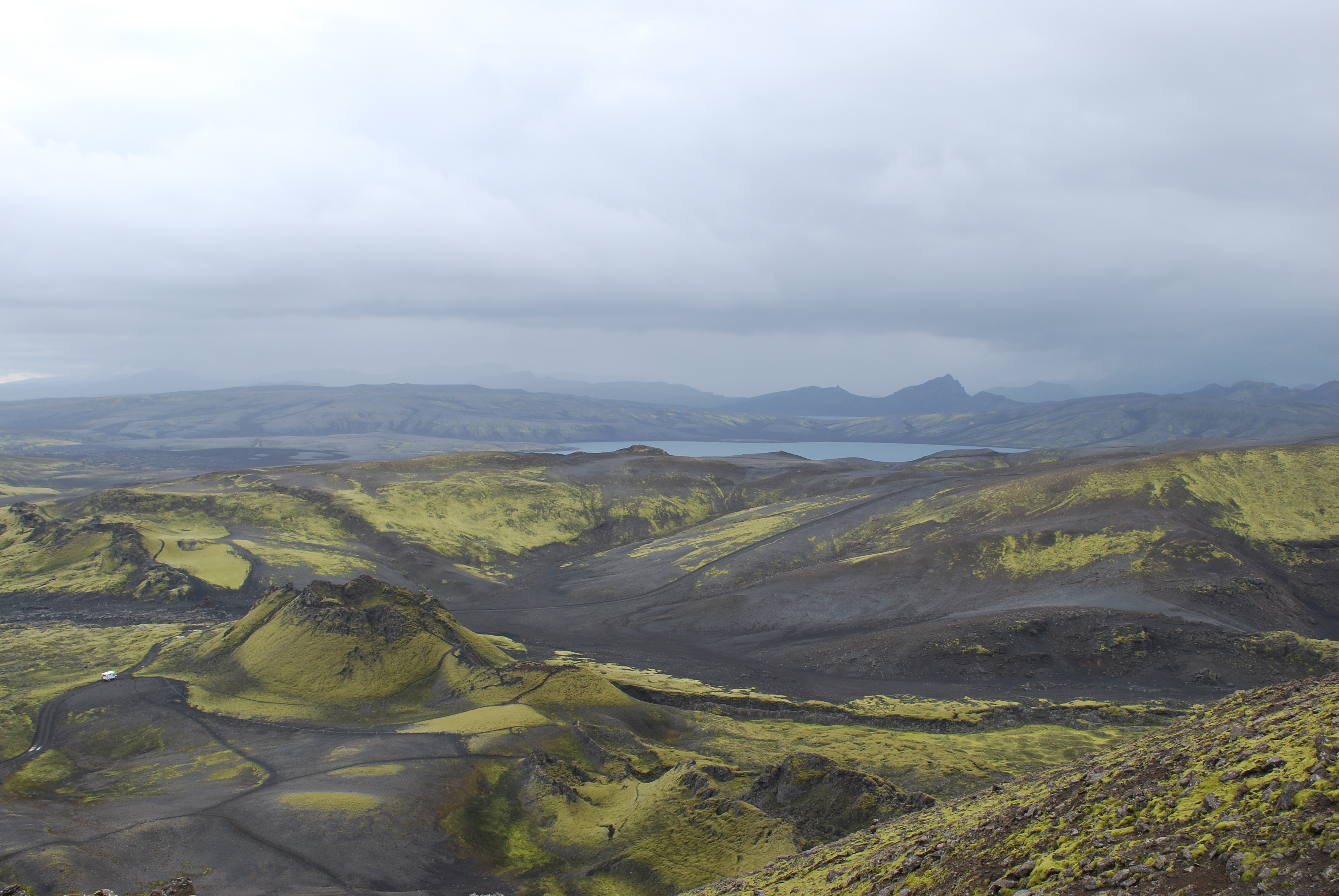
Širší pohled do okolí oblasti Lakagígar

Během samotné erupce se na povrch dostalo množství bazaltické lávy odpovídající 14 km3 a 0,91 km3 tefry. Odhaduje se, že láva zaplavila až 600 km2 (jiný zdroj uvádí 565 km2), odpovídající přibližně 0,5 % povrchu Islandu. Čtyři nebo pět lávových fontán chrlilo lávu do výšky mezi 800 až 1450 m, následkem čehož se dostalo do atmosféry obrovské množství pevného materiálu, který byl pomocí jetstreamů transportován po celé planetě. Například v létě 1783 nastalo ve Velké Británii léto, známé jako „písečné léto“ pro množství spadu v podobě sopečného prachu. Americký diplomat a vědec Benjamin Franklin v témže roce popsal atmosférický efekt, který popsal jako „suchou mlhu“. Tuto mlhu později spojil s následujícími chladnými zimami a navrhl, že za tím vším stojí právě erupce Laki. Odhaduje se, že vlivem konvekce sopečný mrak nad místem erupcí vystoupal do výšky 12 až 15 kilometrů (některé modely naznačují, že se materiál dostal až do stratosféry) a aerosoly uniklé do atmosféry v průběhu následujících let způsobily znatelné ochlazení atmosféry severní polokoule Země. Ochlazení se projevilo extrémní zimou téhož roku a v následujících letech chladným létem s nepředvídatelným počasím, které způsobilo neúrodu po celé Evropě. Léto v roce 1783 bylo dokonce nejchladnější léto za posledních 500 let na spoustě míst. Erupce Laki se často spojuje s Francouzskou buržoazní revolucí v roce 1789, která byla vyvolána částečně i nedostatkem potravy pro populaci a její následnou chudobou, což způsobila změna počasí vyvolaná erupcí.
Erupce pokračovaly až do 7. února 1784, ale většina lávy byla na povrch transportována během prvních několika měsíců. Současně s erupcí Laki došlo k erupci i další sopky – Grímsvötn, ze které pás prasklin a erupcí vycházel. Grímsvötn ukončil sopečnou aktivitu až v roce 1785. Odhaduje se, že se do atmosféry uvolnilo až 8 miliónů tun fluorovodíku, přes 120 miliónů tun oxidu siřičitého, přes 90 miliónů tun kyseliny sírové, což v celé Evropě způsobilo mlžný opar pozorovaný až v Sýrii, severní Africe a na západní Sibiři. Během erupce došlo také ke třetímu nejdelšímu lávovému výlevu na světě zvanému Eldhraun od dob poslední doby ledové.

### Následky na Islandu

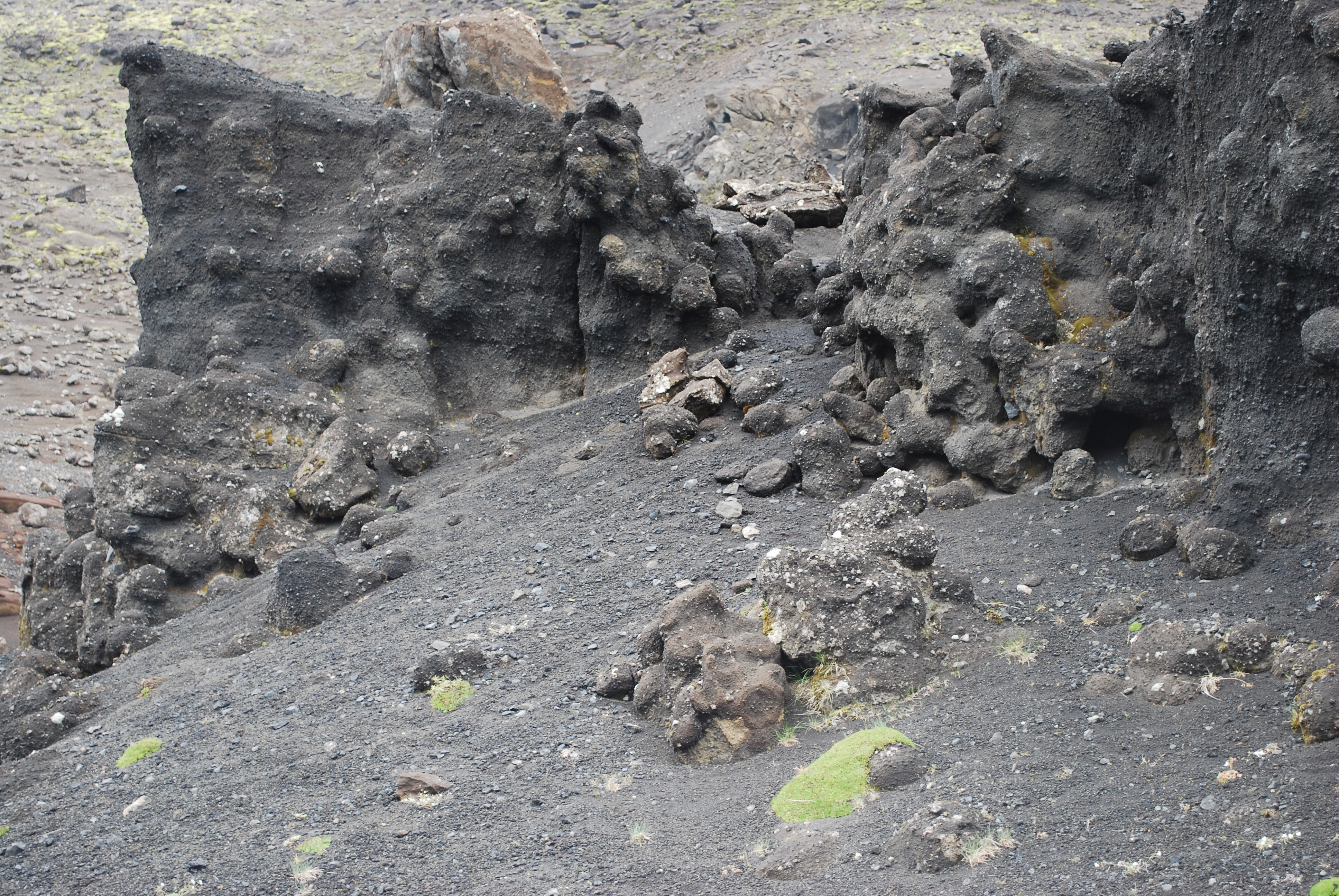
V okolí Laki se nachází množství sopečných bomb

Důsledky erupce pro Island byly zcela katastrofální. Odhaduje se, že zemřelo 20 až 25 % tehdejší populace Islandu, což odpovídá přibližně 9000 až 9500 lidem. Současně zemřelo okolo 80 % ovcí, 50 % skotu a 50 % koní na následky zubní a kostní fluorózy, kdy se zvířata otrávila pozřením fluorinu napadaného na trávu. Následky erupce byly natolik zničující, že dánská vláda spravující Island dokonce zvažovala přesídlení celého zbytku (40 000 lidí) populace ostrova mimo Island. Erupce způsobila hladomor jak v roce 1783, kdy na Islandu v podstatě nebylo léto, tak i v roce 1786.
Lávové proudy začaly 8. června unikat, v jihozápadní části praskliny se snadno rozlévaly po rovinatém terénu a začaly zaplavovat okolní farmy. Láva zcela zničila 20 farem a dalších 30 silně poničila. Například výše zmíněná řeka Skaftá, která se ještě před erupcí rozvodnila, postupně vyschla. Přitom korytem se obvykle valilo tolik vody, že pro její překonání museli koně přeplavat přibližně 120 metrů široký úsek. 11. června pokryl krajinu sníh. Na pastvinách vznikla tvrdá ledová krusta bránící zvířatům v přístupu k pastvě. 12. června se vyschlé koryto řeky Skaftá opětovně naplnilo. Jenže se do koryta nevrátila voda, ale rychle se pohybující a do ruda rozpálená láva, která při kontaktu s vodou explodovala. V okolí lávového proudu se proto ozýval neustálý hluk praskajícího kamení. Dvanáct dní po erupci (20. června) se lávový proud zastavil poblíž vesnice Kirkjubæjarklaustur. Následně se erupce přenesly do severovýchodní části. Od 29. června až do října se pak láva valila oblastí, kudy protékala řeka Hverfisfljót. Některé lávové proudy dosáhly délky až 35 km od místa erupce.

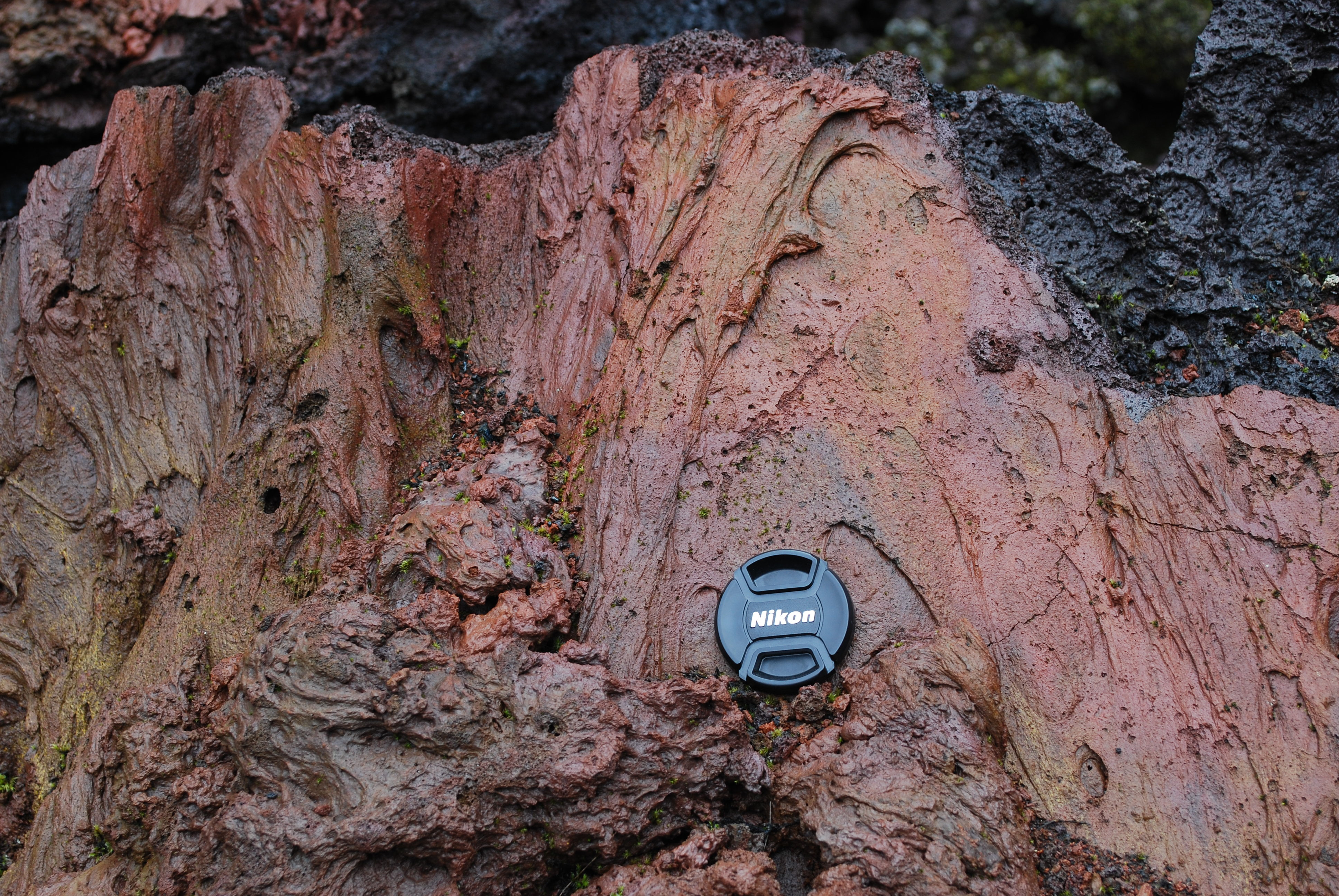
Povrch bazaltické lávy je kvůli vyššímu obsahu oxidů železa zbarven na povrchu do červena

### Následky v Evropě
Dva dny po erupci dosáhl sopečný mrak Faerské ostrovy, Norsko a Skotsko. V polovině června již sopečný popel dosáhl střední Evropy, kde způsobil neúrodu a rozšíření nemocí. Do 24. června se mračno rozkládalo již nad celou Evropou a zasahovalo až do Finska a na Balkán. Dobový tisk popisoval slunce při východu a při západu jako krvavě červený disk a bylo možné jej i v poledne pozorovat nechráněným okem.
Vlivem aktuálního rozložení tlakových útvarů v atmosféře se oblak začal po Evropě pohybovat ve spirále. Nad kontinentem se proto dokázal držet po několik dlouhých týdnů. Oblak pálil v očích i v ústech. Pole, louky a lesy, které se obvykle v tuto roční dobu zelenaly, začaly hnědnout a ze stromů opadávalo listí. Oblak navíc doprovázely extrémně vysoké teploty a silné přívalové deště, léto 1783 se proto stalo nesnesitelným. Vedle Islandu nejsilněji dopadly následky erupce na severské země. V západní Evropě a na Britských ostrovech kyselé deště silně poškodily lesy a zničily menší rostliny, což způsobilo všeobecnou neúrodu.
Po letních vlnách veder roku 1783 přišla do Evropy tuhá zima, která byla jedna z nejhorších za posledních 250 let. Lidé po celém kontinentu umrzali na ulicích měst. V okolí Holandska zamrzlo Severní moře tak, že dvojice bruslařů byla schopna urazit 25 kilometrů podél pobřeží. Ve Stockholmu naměřili v březnu teplotu −33,7 °C, nejnižší teplotu, která tam byla kdy v tuto roční dobu naměřena. Labe a Dunaj zcela zamrzly. V horách se nahromadily obrovské zásoby sněhu.
Na jaře 1784 postihly rozsáhlé oblasti Evropy devastující povodně. Dotkly se i Prahy. Hladina Vltavy se za 12 hodin zvedla o čtyři metry. Vzedmutí hladiny společně s plovoucími krami ledu zapříčinilo poničení Karlova mostu.

### Následky v Asii
V červenci 1783 se sopečný mrak rozkládal už i na území Ruska, Sibiře a později i nad Čínou. Předpokládá se spojitost mezi erupcí Laki a neúrodou rýže v Japonsku.

### Následky v Africe

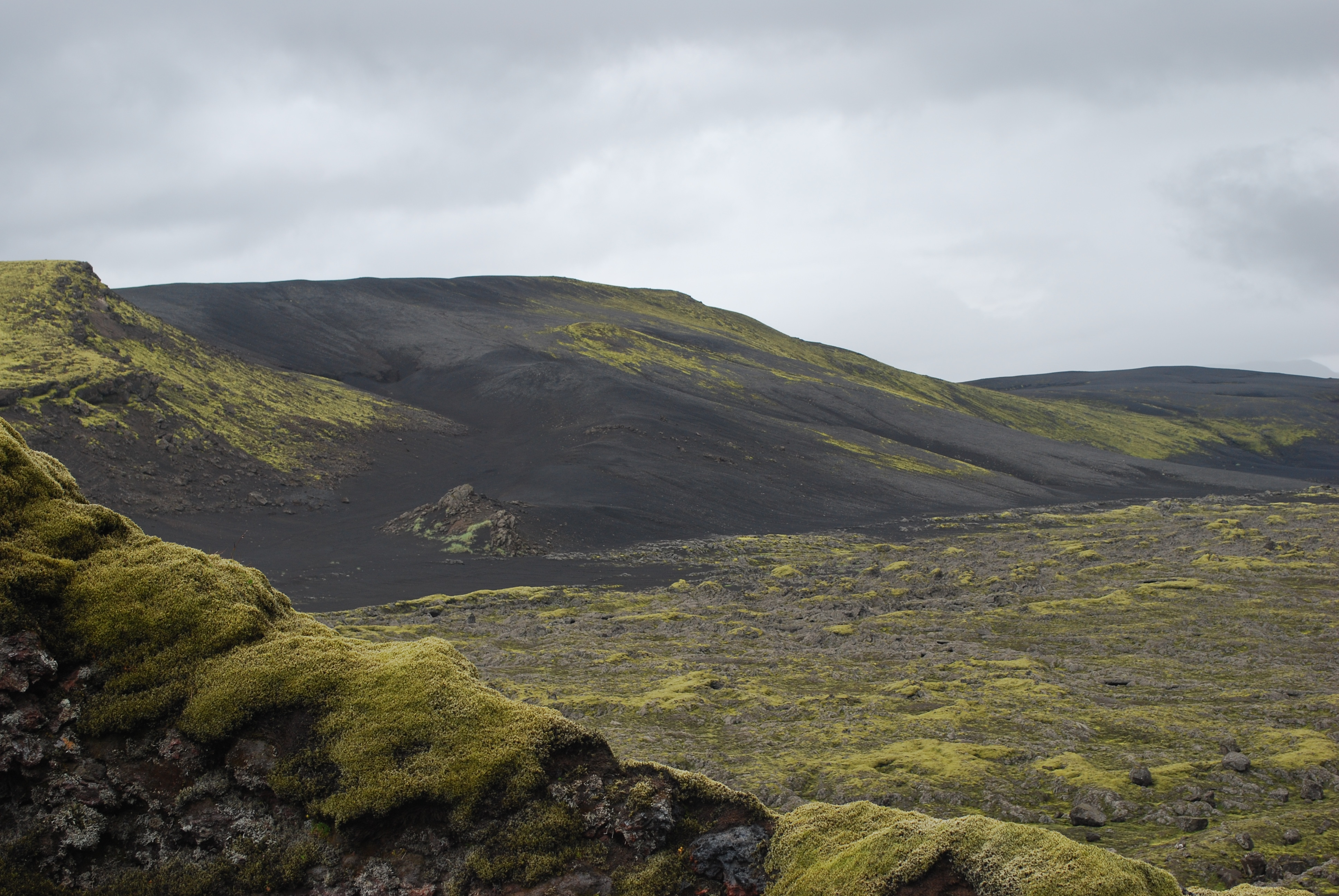
K roku 2009 je okolí sopky stále pokryto kompaktní lávou a sopečným popelem. Obojí porůstá postupně mech

Nedávná vědecká studie spojuje se sopečnou erupcí Laki hladomor v Egyptě na konci 18. století. Vlivem erupce nejspíše došlo k delšímu období sucha v severní Africe, které zmenšilo průtok Nilu, hlavní zásobárny vody v oblasti. Nedostatek vody se projevil v tom, že velká část každoročně zaplavovaných polí nebyla zaplavena, takže nemohlo dojít k jejich osetí. Podobný problém nastal i následující rok. Doboví pamětníci uvádějí, že následkem hladu zemřelo stejné množství lidí jako při předchozích morových epidemiích. Podle jiných zdrojů až šestina obyvatel Egypta zemřela nebo dočasně odešla ze země (asi 500 tisíc lidí).

### Následky v Severní Americe
V Severní Americe se zima roku 1784 stala nejdelší a nejstudenější zimou, která byla kdy lidmi zaznamenána. V oblasti Nové Anglie se teplota pohybovala pod bodem mrazu nejdéle v historii, v New Jersey se potýkali s obrovskými přívaly sněhu. V oblasti přístavu Charleston v Jižní Karolíně bylo možné bruslit na zamrzlé hladině. Řeka Mississippi zamrzla v New Orleans a ve vodách Mexického zálivu se vyskytovaly ledové kry.

### Následky na celé severní polokouli
Oxid siřičitý se společně s vodou v atmosféře může během několika týdnů přeměnit v kapičky kyseliny sírové. Tyto kapičky se následně přemění v sulfátové aerosolové částice, které jsou důležitým činitelem v současných změnách klimatu. Dokážou totiž měnit teplotu v atmosféře. A to buď jejím ohříváním, nebo ochlazováním. Velké množství těchto aerosolů zůstalo nad celou severní polokoulí ve stratosféře po několik let. Zatímco v Evropě způsobily tyto aerosoly nesnesitelná horka a ničivé letní bouřky, celkově jejich přítomnost ve vyšších částech atmosféry způsobila ochlazení na celé planetě. Odhaduje se, že vlivem exploze Laki poklesly průměrné teploty na severní polokouli o 1,3 °C a nižší teploty vydržely po několik let.

### Geopolitické následky
Nepředvídatelné počasí se zmíněným poklesem průměrných teplot zapříčinily opakovanou neúrodu a s tím spojené strádání obyvatelstva. Hladové bouře se proháněly severní polokouli a strhávaly státy do revolučního vření. To například v roce 1789 v tehdejší monarchistické Francii vyústilo v útok na Bastilu a zažehnutí Velké francouzské revoluce, během ní byla monarchie nahrazena demokracii. Dnes se proto část vědců kloní k názoru, že mezi revolučními událostmi na konci 18. století a islandskou sopkou Laki existuje zřejmá souvislost. Je proto možné, že za jednu z největších změn v politickém uspořádání Evropy (a následně i světa) vděčíme této islandské sopce.